# Schwarzschnabelkuckuck

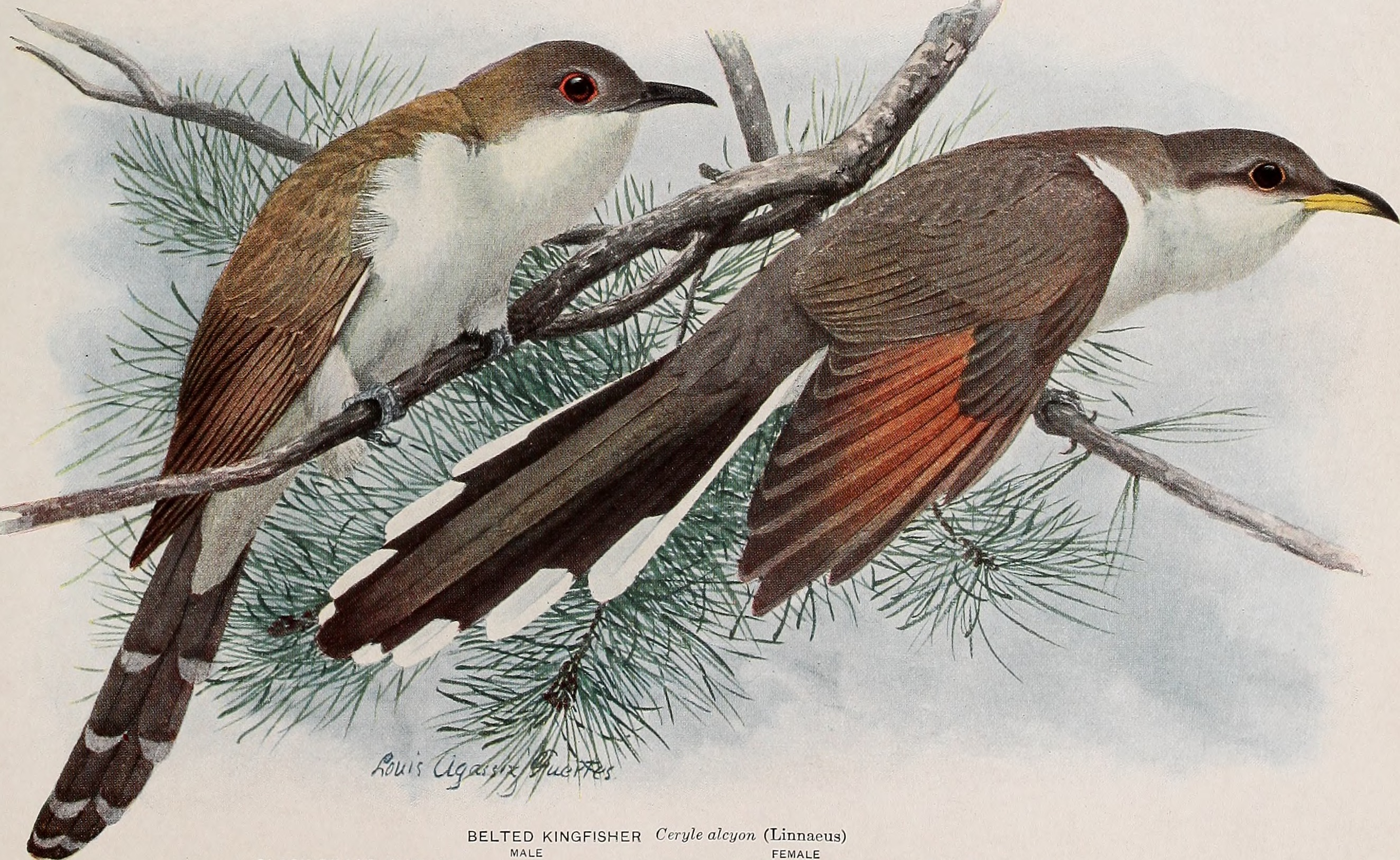
Darstellung von Schwarzschnabelkuckuck (hinten) und dem sehr ähnlichen Gelbschnabelkuckuck (vorne)

Der Schwarzschnabelkuckuck (Coccyzus erythropthalmus) ist eine Art aus der Familie der Kuckucksvögel, die ausschließlich in der neuen Welt vorkommt. Er brütet ausschließlich im Nordosten Nordamerikas, überwintert aber während des Winterhalbjahres in Südamerika. Während seines Zuges im Herbst und Frühjahr ist er auch in Zentralamerika, in Mexiko und dem Süden der Vereinigten Staaten zu beobachten. Der sehr heimlich lebende Schwarzschnabelkuckuck ist ein mittelgroßer, schlanker und langschwänziger Kuckuck, der sich überwiegend versteckt im Blattwerk aufhält.
Abweichend von einer Reihe von Arten innerhalb der Kuckucke zieht der Schwarzschnabelkuckuck seinen Nachwuchs überwiegend selbst groß. Als fakultativer Brutparasit legt er jedoch gelegentlich Eier in die Nester von Wirtsvögeln.
Als Irrgast wurde der Schwarzschnabelkuckuck bis zum Jahr 2007 dreizehn Mal in Großbritannien und einmal in Irland beobachtet.
Aufgrund der Größe des Verbreitungsgebietes und der Häufigkeit der Art geht die IUCN nicht von einer Gefährdung aus.

## Merkmale
Der Schwarzschnabelkuckuck erreicht eine Körperlänge von 27 bis 31 Zentimeter, auf den Schwanz entfallen dabei durchschnittlich 15 Zentimeter. Der Schnabel hat eine Länge von 2,2 Zentimeter. Die Männchen wiegen durchschnittlich 46 Gramm, die Weibchen sind mit durchschnittlich 54 Gramm etwas schwerer.
Es gibt keinen ausgeprägten Geschlechtsdimorphismus. Sowohl bei Männchen als auch den Weibchen ist die Stirn, der Oberkopf, die Ohrdecken, die Halsseiten, der Nacken und die Körperoberseite sowie die Oberseite der Flügel und der Schwanz von einem schlichten Braun.
Die Hand- und Armschwingen sind auf der Unterseite ebenfalls braun, die Hand- und Armdecken dagegen weiß. Die Körperunterseite ist weiß und an Kehle, Kinn und Vorderbrust grau überwaschen. Die Steuerfedern sind auf der Unterseite graubraun und an ihrem Ende weißlich. Die Iris ist dunkelbraun, der Augenring ist während der Brutzeit rot, außerhalb der Brutzeit gelblich. Der Schnabel ist leicht gebogen und von schwarzer Farbe.
Jungvögel ähneln den adulten Vögeln, sind auf der Körperoberseite jedoch mehr rötlich-braun. Die Iris ist bei ihnen gelb, der Schnabel eher blaugrau. Die Nestlinge wiegen beim Schlupf 7,5 Gramm und haben eine schwarze Haut.
Der Schwarzschnabelkuckuck weist große Ähnlichkeit mit dem Gelbschnabelkuckuck auf. Sie gleichen sich in ihrem Körpergefieder, der adulte Gelbschnabelkuckuck hat jedoch anders als der Schwarzschnabelkuckuck einen gelben Schnabel und häufig auch einen gelben Augenring.

## Verbreitungsgebiet

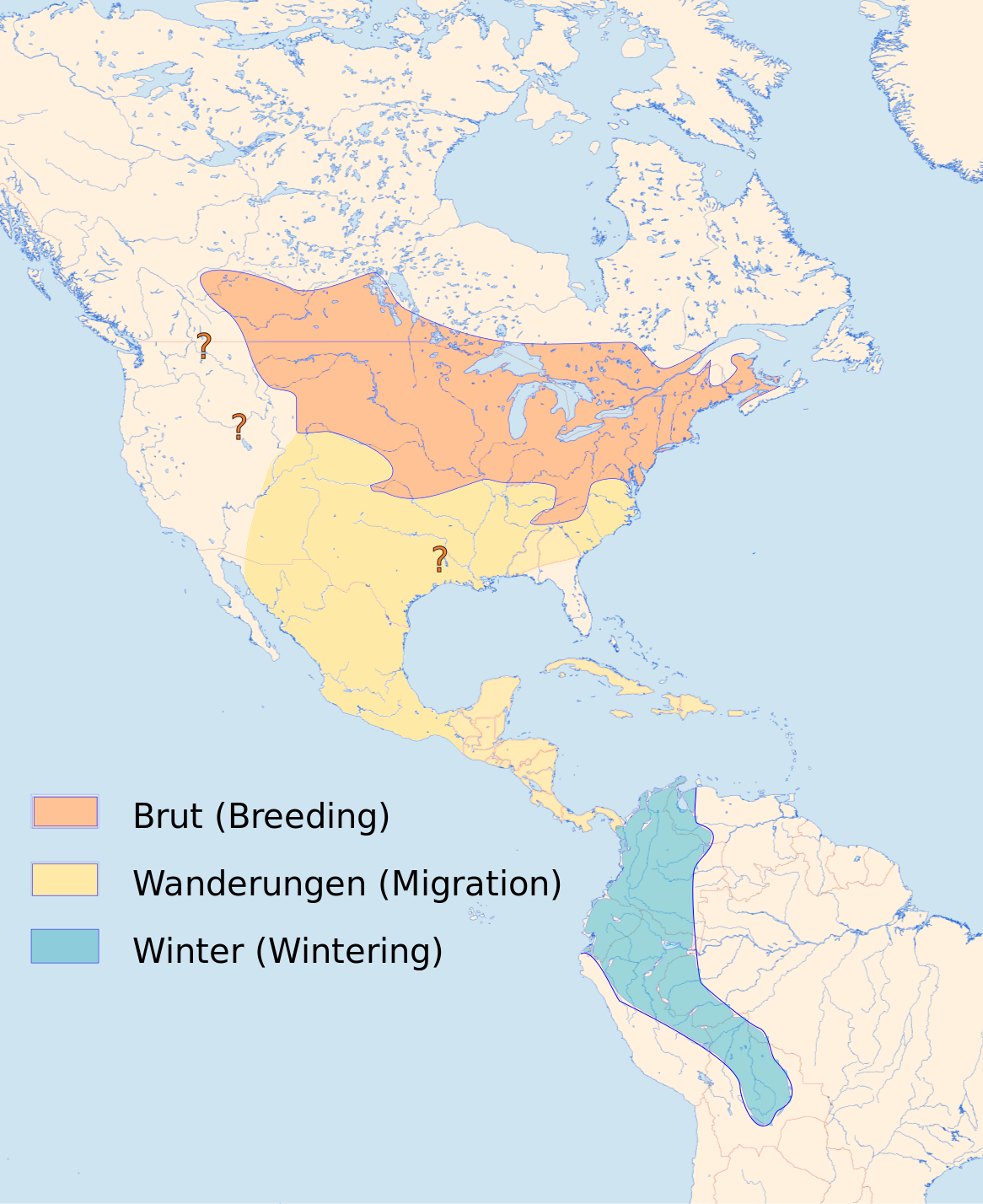
Brutgebiet und Überwinterungsgebiete des Schwarzschnabelkuckucks.

Der Schwarzschnabelkuckuck brütet ausschließlich in Nordamerika. Das Brutgebiet erstreckt sich östlich der Rocky Mountains in einem breiten Band über den Süden Kanadas und den Norden der Vereinigten Staaten. Ihr Brutgebiet reicht gerade noch bis zum Norden der US-amerikanischen Bundesstaaten North Carolina, Arkansas, Oklahoma und Tennessee. In Kanada sind sie als Brutvögel im Süden der Bundesstaaten Alberta, Saskatchewan, Manitoba, Ontario und Quebec vertreten.
Während des Herbst- und Frühjahrszugs sind sie auch in den südlicheren US-amerikanischen Bundesstaaten sowie Mexiko und Zentralamerika anzutreffen. Der Herbstzug beginnt in Kanada im späten August bis September, er setzt im Gebiet der Vereinigten Staaten im Oktober und November ein. Während des Zuges sind in Texas Schwarzschnabelkuckucke beispielsweise im September und Oktober beziehungsweise im April und Mai zu beobachten. Panama erreichen diese Kuckucksvögel im September bis November beziehungsweise im späten März bis zu Beginn des Mais.
Schwarzschnabelkuckucke haben ihre wichtigen Überwinterungsgebiete im Osten von Peru und Bolivien. Vereinzelt wurden Dickschnabelkuckucke auch schon in Argentinien, Brasilien sowie in Paraguay beobachtet.

## Lebensraum
Der Schwarzschnabelkuckuck besiedelt eine Reihe sehr unterschiedlicher Lebensräume. Sie sind am häufigsten am Rand von alten Laub- und Mischwälder zu finden, in überwiegend mit Nadelbäumen bestandenen Wäldern sind sie dagegen selten. Sie nutzen auch junge Wälder, wenn diese viele Büsche und Dickichte aufweisen. Feuchtgebiete und Marschland, die einen dichten Bestand an Erlen und Weiden aufweisen sind ein weiterer typischer Lebensraum für sie. Sie besiedeln aber auch anthropogen überformte Lebensräume wie aufgegebene Agrarflächen, Golfkurse und weitläufige Parks. Unabhängig vom Lebensraum sind sie jedoch selten zu beobachten. Sie halten sich überwiegend im dichten Blattwerk auf. Kennzeichnend für ihre Lebensräume ist auch die Nähe zu Frischwasser: Dabei kann es sich um einen See, einen Fluss, Marschland oder um einen Teich handeln.
In ihren Überwinterungsgebieten sind sie nur selten in Höhenlagen über 900 Meter anzutreffen. Während des Zuges sind sie jedoch auch in deutlich größeren Höhenlagen zu sehen. So hat man sie schon auf 1600 Höhenmeter in Kolumbien beobachtet und auf 2400 Metern über N. N. in Peru. Sie sind in ihrem Überwinterungsgebieten sowohl im Grasland, in trockenen Andentälern als auch in den Wäldern des Amazonasgebietes anzutreffen.

## Lebensweise
Der Schwarzschnabelkuckuck lebt allein oder in Paaren, während der Migration sind sie häufig auch mit anderen Zugvögeln assoziiert.

### Nahrung

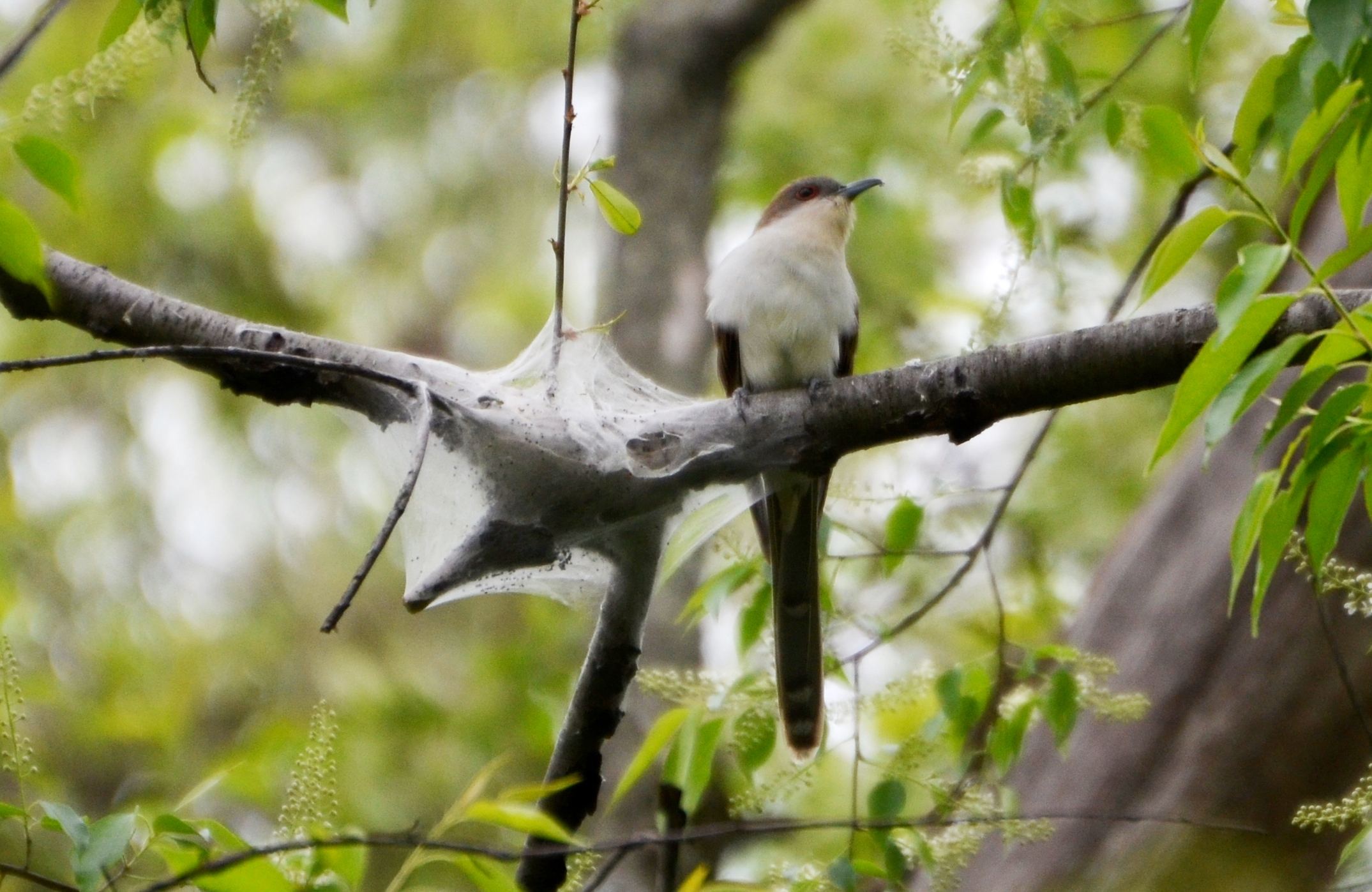
Schwarzschnabelkuckuck neben einem Gespinst von Raupen

Die Nahrung des Schwarzschnabelkuckucks besteht aus sich langsam bewegenden Laubheuschrecken sowie Raupen. Er frisst dabei auch eine Reihe von Forstschädlingen wie Schwammspinner, Amerikanischer Webebär und Einpunkt-Schilfeulen. Zum weiteren Nahrungsspektrum zählen Käfer, Zikaden, Spinnen. Er frisst gelegentlich auch kleine Fische und Frösche sowie Eier anderer Vögel. Während des Winterhalbjahres frisst er auch Früchte und Samen.
Seine Nahrung sucht er überwiegend in Bäumen, nur gelegentlich kommt er auch auf den Boden. Er bewegt sich im Blattwerk häufig sehr unauffällig und hält nach Bewegungen von Beutetieren aus. Raupen, die zu seinen wichtigsten Beutetieren zählen, schlägt er häufig gegen Äste um so den Darminhalt zu entfernen. Er frisst wie alle Kuckucke auch sehr haarige Raupen, die von den meisten anderen Vogelarten gemieden werden. Die Haare werden im Magen gesammelt und als Speiballen wieder ausgewürgt.
In den Wäldern des Amazonasgebiets sowie in seinen Überwinterungsgebieten in Peru sucht er häufig in Trupps bestehend aus unterschiedlichen Vogelarten nach Nahrung.

### Brutsaison und Balz
Die Fortpflanzung fällt in den Zeitraum zwischen Mai und September, wobei es sowohl regionale als auch jährliche Abweichungen gibt.  Südliche Populationen beispielsweise kommen ein bis zwei Wochen früher in den Brutgebieten an und verlassen diese auch ein bis zwei Wochen nach den im nördlicheren Verbreitungsgebiet brütenden Vögeln. Die eigentliche Brutzeit ist jedoch wesentlich vom Nahrungsangebot beeinflusst.
Das Männchen balzt um das Weibchen, indem es ihr im Schnabel Raupen anbietet. Die Paarung dauert nur wenige Sekunden und findet in der Nähe des Nestes auf einem Ast statt. Vereinzelt kommt es auch während der Bebrütungszeit zu wiederholten Paarungen.

### Nest und Eier

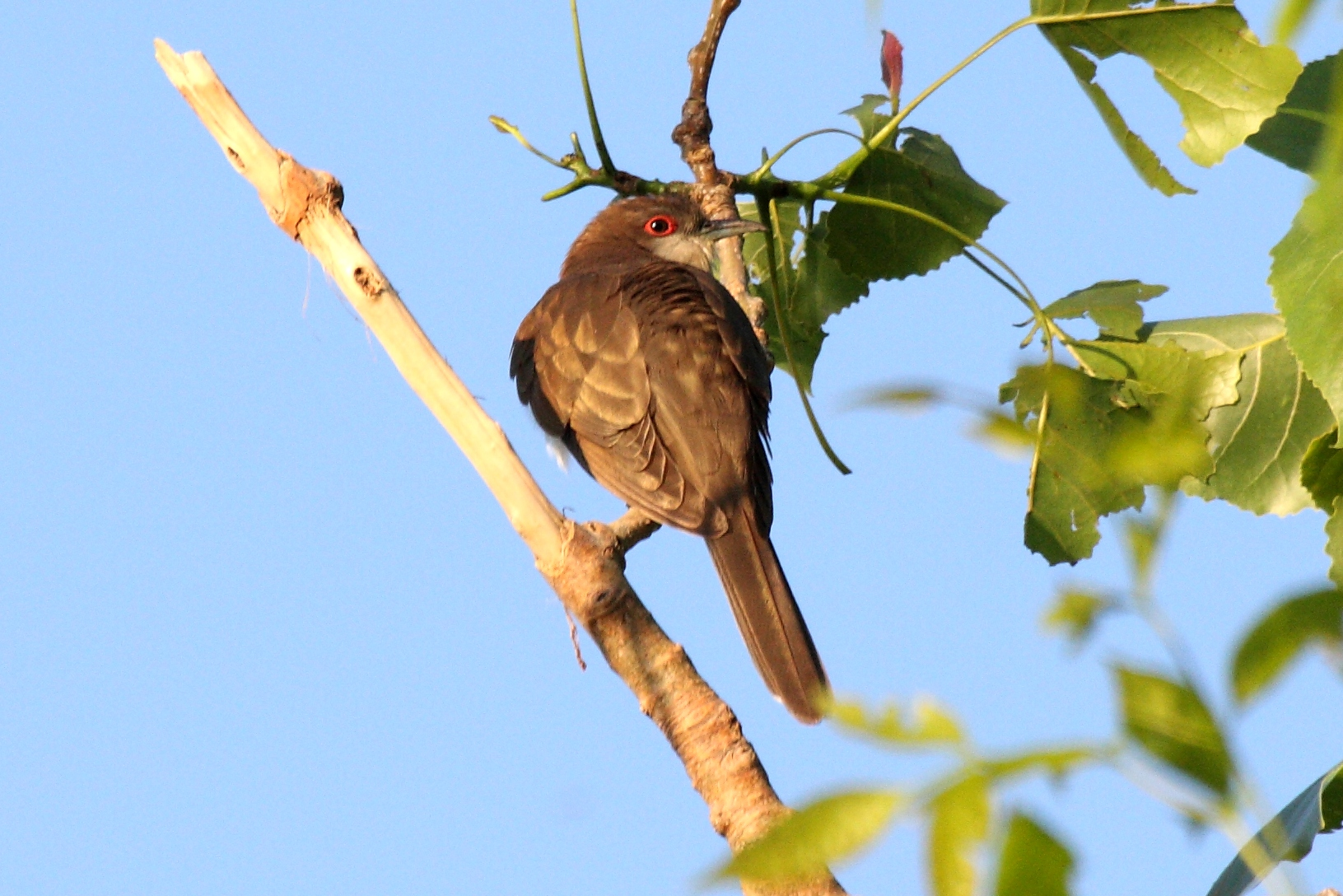
Schwarzschnabelkuckuck, Rückenseite

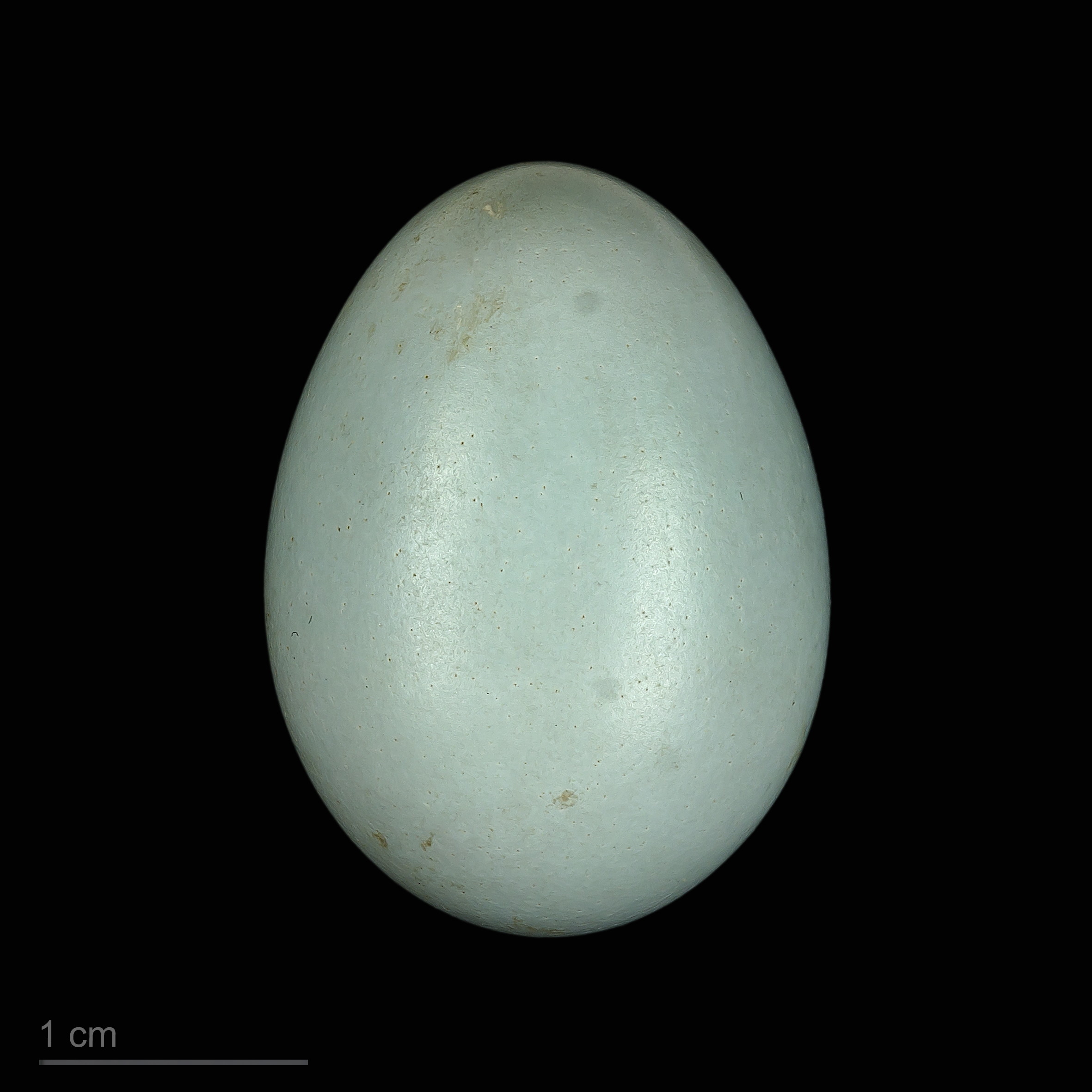
Coccyzus erythropthalmus, Sammlung Museum von Toulouse

Das Nest ist eine fragile Plattform aus Zweigen, Ästchen, Pflanzenstängeln, Rinde und kleinen Wurzeln, die mit Blättern, Kiefernnadeln und anderem Pflanzenmaterial ausgelegt ist. Errichtet wird es normalerweise auf einem horizontal verlaufenden Ast eines Baumes oder eines Strauches. Das Nest befindet sich in der Regel nicht höher als 0,5 bis 0,6 Meter über dem Boden. Sehr selten brüten Schwarzschnabelkuckucke auch direkt auf dem Boden. Es wird davon ausgegangen, dass am Bau des Nestes beide Elternvögel beteiligt sind.
Das vollständige Gelege umfasst in der Regel zwei bis vier Eier. Es kommen aber auch Gelege mit bis zu acht Eiern vor. Es wird davon ausgegangen, dass in diesem Fall auch fremde Weibchen Eier in das Nest gelegt haben. Die Eier sind matt grünlich-blau. Das Weibchen legt die Eier gewöhnlich am Morgen und hält gewöhnlich einen Legeabstand von etwa zwei Tagen ein. Legeabstände von einem bis zu drei Tagen sind jedoch auch schon beobachtet worden.
Die Bebrütung der Eier beginnt gewöhnlich mit der ersten Eiablage. Beide Elternvögel sind an der Brut beteiligt. Sie sitzen durchschnittlich etwa jeweils 90 Minuten auf den Eiern. Die Brutzeit dauert 10 bis 11 Tage.

### Jungvögel

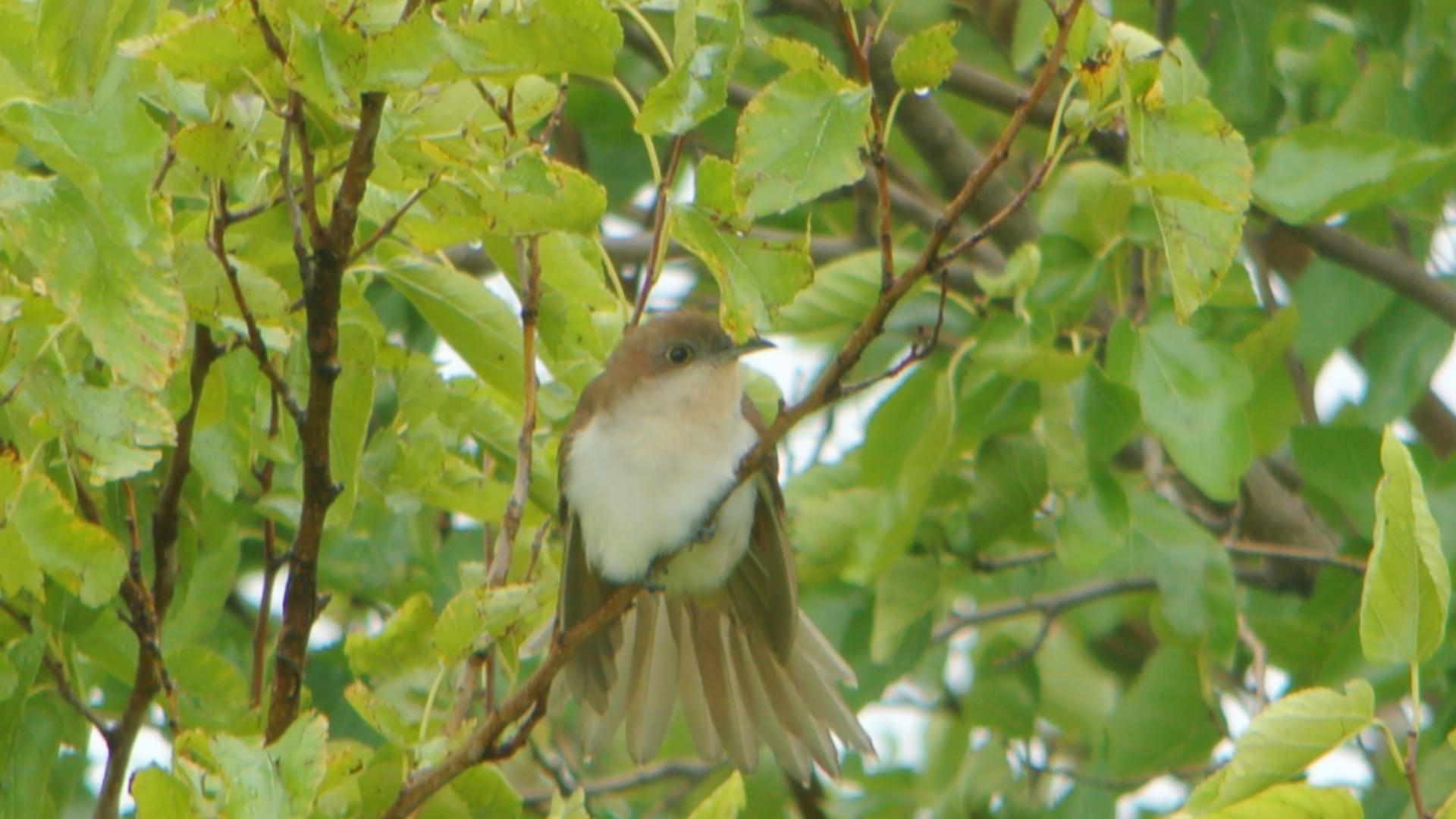
Jungvögel des Schwarzschnabelkuckucks

Der Schlupf der Nestlinge ist weitgehend synchron. Frisch geschlüpfte Nestlinge haben eine Körperlänge zwischen sechs und sieben Zentimeter und wiegen durchschnittlich 7,5 Gramm.  Sie sind zunächst blind, ihre Augen öffnen sich am zweiten Lebenstag. Sie betteln mit weit nach vorne gestreckten Hals und ausgebreiteten Flügeln nach Futter. Dabei geben sie bettelnde Laute von sich. Gefüttert werden sie sowohl mit behaarten als auch unbehaarten Raupen, Gralshütern und anderen Insekten. An der Fütterung sind beide Elternvögel beteiligt.
An ihrem siebten Lebenstag sind sie bereits vollständig gefiedert, ab dann fangen sie auch an das Nest zu verlassen. Am neunten Lebenstag halten sich gewöhnlich alle Jungvögel außerhalb des Nestes auf. Flugfähig sind sie erst ab ihrem 21. bis 23. Lebenstag. Sie bewegt sich im Geäst während ihrer Flugunfähigkeit unter Zuhilfenahme auch des Schnabels.
Nach einzelnen Untersuchungen werden aus 55 Prozent aller Eier flügge Jungvögel.

### Fakultativer Brutparasitismus

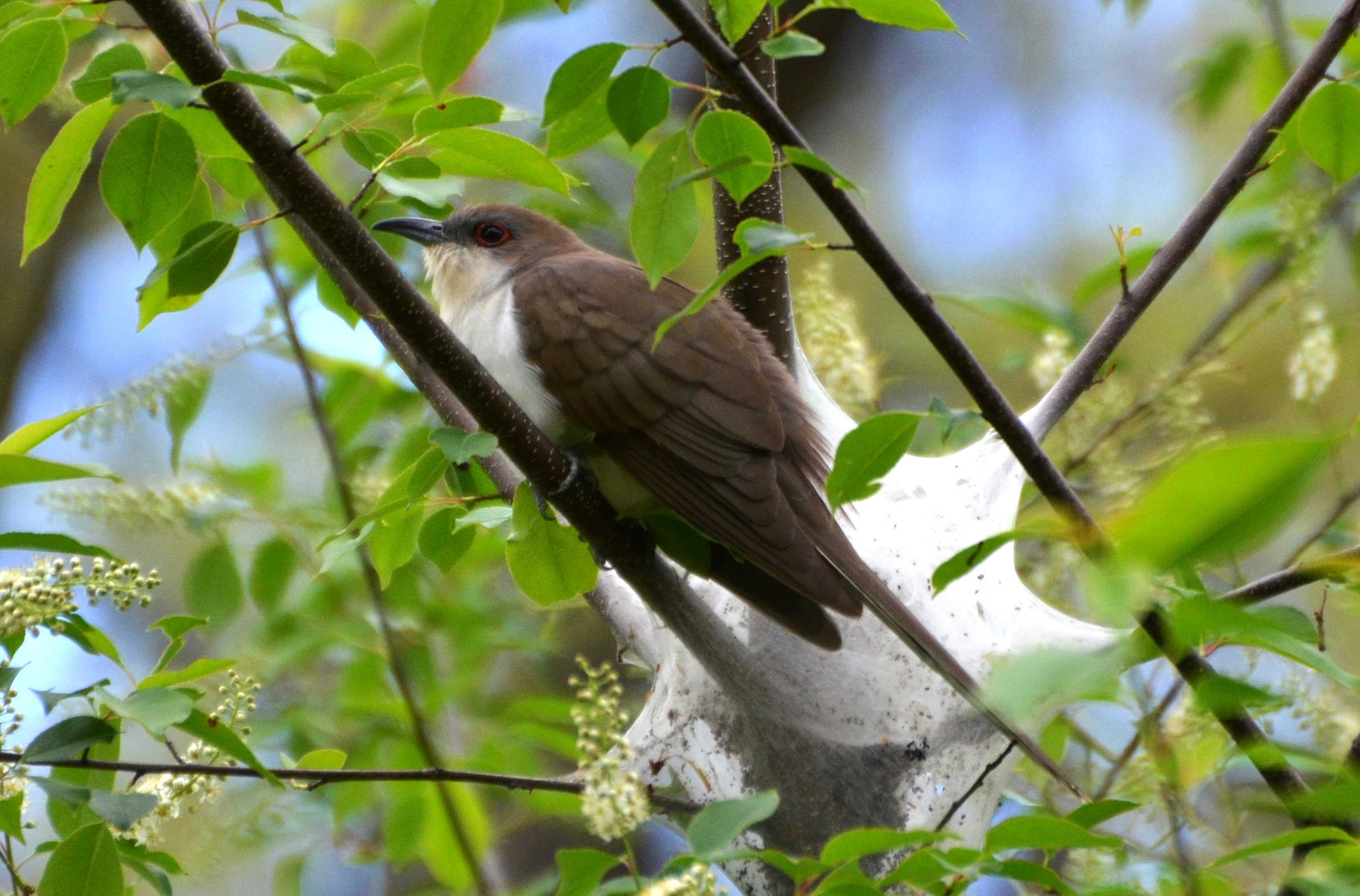
Schwarzschnabelkuckuck, im Blattwerk häufig schwer zu entdecken

Der Schwarzschnabelkuckuck legt gelegentlich auch Eier in die Nester anderer Vogelarten. Dabei handelt es sich häufig um die Nester anderer Schwarzschnabelkuckucke, was gelegentlich zu Gelegen von bis zu acht Eiern führt. Er nutzt als Wirtsvogelarten aber auch gelegentlich andere Vogelarten. Die am häufigsten parasitieren Arten sind Gelbschnabelkuckuck, die Wanderdrossel, Katzendrossel, Schwirrammer und Walddrossel. Ein Parasitismus durch den Schwarzschnabelkuckuck wurde unter anderem aber auch bei Gold-Waldsänger, Zedernseidenschwanz, Wilson-Drossel und Gelbbrustwaldsänger beobachtet.
Beim Schwarzschnabelkuckuck lassen sich gelegentlich bestimmte Charakteristiken beobachten, wie sie auch bei obligatorischen Brutschmarotzern vorkommen: Der Schwarzschnabelkuckuck parasitiert bevorzugt solche Arten, bei denen eine gewisse Ähnlichkeiten mit den Eiern des Wirtsvogels bestehen (75 % aller beobachteten Fälle). Nestlinge des Schwarzschnabelkuckucks, die im Nest eines Schwirrammer groß wurden, warfen die Nestlinge ihrer Wirtsvögel aus dem Nest. In Nestern des Gold-Waldsänger erwiesen sich die Nestlinge des Schwarzschnabelkuckucks als durchsetzungsfähiger: hier verhungerten die Nestlinge des Wirtsvogels.
Der Schwarzschnabelkuckuck wird gelegentlich auch von seiner Schwesterart, dem Gelbschnabelkuckuck, parasitiert. Auch der Braunkopf-Kuhstärling, ein sich in Nordamerika im Verlauf des 20. Jahrhunderts stark verbreitender Brutschmarotzer, legt Eier in die Nester des Schwarzschnabelkuckucks.

## Bestand und Bedrohung

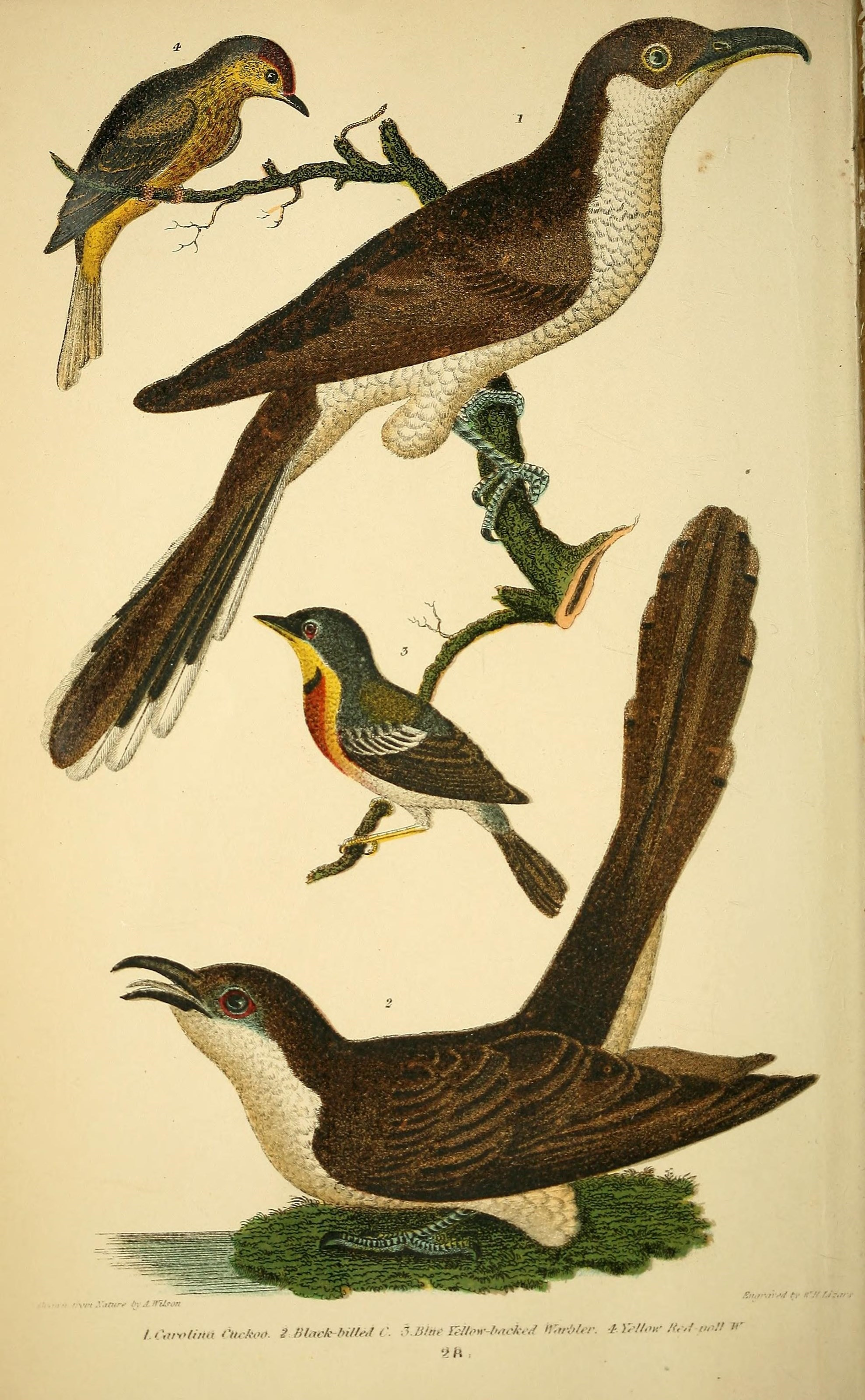
Cuculus erythropthalma (Figur 2) Lithographie von Alexander Wilson als Teil der Erstbeschreibung

Der Schwarzschnabelkuckuck ist in weiten Teilen seines Brutgebietes ein häufiger Vogel, seltener ist er im Süden des Brutgebietes. Trotzdem gab es in weiten Teilen seines Brutgebietes einen Bestandsrückgang, der besonders in den 1980er und 1990er Jahren auffällig war. Allgemein gilt der Bestand des Schwarzschnabelkuckucks aber nicht als bedroht.
Zu den Fressfeinden des Schwarzschnabelkuckucks zählen Habichte und Sperber sowie der Aplomadofalke. Die Eier des Schwarzschnabelkuckucks werden gelegentlich durch Schlangen und Streifenhörnchen gefressen.

## Etymologie und Forschungsgeschichte
Alexander Wilson beschrieb den Schwarzschnabelkuckuck unter dem Namen Cuculus erythropthalma. Das Typusexemplar stammte aus Georgia und wurde von John Abbot (1751-ca. 1840), einem Künstler und Naturforscher entdeckt. 1816 führte Louis Pierre Vieillot (1748–1830) die neue Gattung Coccyzus für den Gelbschnabelkuckuck (Coccyzus americanus (Linnaeus, 1758)) (entspricht dem Coucou de la Caroline von Brisson) ein, der erst später auch der Schwarzschnabelkuckuck zugewiesen wurde. Dieser Name leitet sich vom griechischen  kokkyzō, κοκκυζω für ‚Kuckuck schreiend‘ ab. Das Artnamen erythropthalmus leitet sich von erythros ερυθρος für ‚rot‘ und ophthalmos, οφθαλμος für ‚Auge‘ ab.

## Einzelbelege
1. 1 2 3 4 5 6   Erhitzøe, Mann, Brammer, Fuller: Cuckoos of the World. S. 303.
2. ↑  Coccyzus erythropthalmus in der Roten Liste gefährdeter Arten der IUCN 2012. Eingestellt von: BirdLife International, 2012. Abgerufen am 31. Juli 2016.
3. 1 2   Erhitzøe, Mann, Brammer, Fuller: Cuckoos of the World. S. 302.
4. ↑   Erhitzøe, Mann, Brammer, Fuller: Cuckoos of the World. S. 302 und S. 303.
5. ↑  Janice M. Hughes: Black-billed Cuckoo (Coccyzus erythropthalmus). The Cornell Lab of Ornithology, 13. April 2018, archiviert vom Original am 30. September 2018; abgerufen am 9. Oktober 2024.
6. 1 2 3 4 5 6 7 8 9   Erhitzøe, Mann, Brammer, Fuller: Cuckoos of the World. S. 304.
7. ↑  Alexander Wilson, S. 16, Tafel 28, Figur 2.
8. ↑  Louis Pierre Vieillot, S. 28.
9. ↑  Coccyzus The Key to Scientific Names Edited by James A. Jobling
10. ↑  erythropthalmus The Key to Scientific Names Edited by James A. Jobling